# Ніжинська сільська рада (Ніжинський район)
Ніжинська сільська́ ра́да — адміністративно-територіальна одиниця та орган місцевого самоврядування в Ніжинському районі Чернігівської області. Адміністративний центр — село Ніжинське.

## Загальні відомості
Григоро-Іванівська сільська рада утворена у 1922 році.
- Територія ради: 77,4 км²
- Населення ради: 1 829 осіб (станом на 2001 рік)

## Населені пункти
Сільській раді підпорядковані населені пункти:
- с. Ніжинське
- с. Кропивне

## Склад ради
Рада складається з 16 депутатів та голови.
- Голова ради: Орел Володимир Васильович
- Секретар ради: Дмитренко Олена Володимирівна

### Керівний склад попередніх скликань
| Прізвище, ім'я, по батькові    | Основні відомості                                    | Дата обрання | Дата звільнення |
| ------------------------------ | ---------------------------------------------------- | ------------ | --------------- |
| Непийвода Володимир Васильович | Сільський голова, 1964 року народження, безпартійний | 26.03.2006   | 22.04.2010      |
| Орел Володимир Васильович      | Сільський голова, 1966 року народження, освіта вища  | 31.10.2010   |                 |

Примітка: таблиця складена за даними сайту Верховної Ради України

### Депутати
За результатами місцевих виборів 2010 року депутатами ради стали:

#### За суб'єктами висування
| Суб'єкт висування           | Кількість обраних депутатів | %    |
| --------------------------- | --------------------------- | ---- |
| Самовисування               | 15                          | 93,8 |
| Комуністична партія України | 1                           | 6,3  |

#### За округами
| № округу                    | Прізвище, ім'я, по батькові       | Дата визнання обраним | Освіта  | Партійна приналежність            | Відомості про обраного депутата                        |
| --------------------------- | --------------------------------- | --------------------- | ------- | --------------------------------- | ------------------------------------------------------ |
| Комуністична партія України |                                   |                       |         |                                   |                                                        |
| 13                          | Бойко Микола Васильович           | 03.11.2010            | середня | член Комуністичної партії України | Ніжинська залізнична станція, черговий                 |
| Самовисування               |                                   |                       |         |                                   |                                                        |
| 1                           | Гусєва Тамара Семенівна           | 03.11.2010            | середня | позапартійна                      | Григоро-Іванівська сільська рада, бухгалтер            |
| 2                           | Красновид Володимир Анатолійович  | 08.11.2010            | середня | позапартійний                     | Південно — Західна залізниця, охоронець                |
| 3                           | Верескун Михайло Миколайович      | 03.11.2010            | середня | позапартійний                     | приватний підприємець                                  |
| 4                           | Градобик Іван Дмитрович           | 03.11.2010            | вища    | позапартійний                     | пенсіонер                                              |
| 5                           | Кучеревенко Віталій Володимирович | 03.11.2010            | середня | позапартійний                     | Ніжинський міськводоканал, оперетор                    |
| 6                           | Кіліпута Олена Володимирівна      | 03.11.2010            | середня | позапартійна                      | ВДСО «Захист», м. Київ, охоронець                      |
| 7                           | Андрущенко Микола Васильович      | 03.11.2010            | середня | позапартійний                     | пенсіонер                                              |
| 8                           | Шевченко Володимир Миколайович    | 03.11.2010            | середня | позапартійний                     | ТОВ «Газові автомобільні заправки», оперетар           |
| 9                           | Вересоцька Ольга Миколаївна       | 03.11.2010            | середня | позапартійна                      | Григоро-Іванівське відділення зв'язку, завідувачка     |
| 10                          | Красновид Дмитро Володимирович    | 03.11.2010            | середня | позапартійний                     | пенсіонер                                              |
| 11                          | Верескун Ганна Олексіївна         | 03.11.2010            | вища    | позапартійна                      | Григоро-Іванівська сільська рада, секретар             |
| 12                          | Дудко Валентина Петрівна          | 03.11.2010            | середня | позапартійна                      | Григоро-Іванівське відділення зв'язку, листоноша       |
| 14                          | Гусєв Анатолій Григорович         | 03.11.2010            | середня | позапартійний                     | підприємство «Ніжин-Агро», охоронець                   |
| 15                          | Година Олександр Володимирович    | 03.11.2010            | середня | позапартійний                     | завод «Прогрес», м. Ніжин, механік                     |
| 16                          | Бережняк Сергій Михайлович        | 03.11.2010            | середня | позапартійний                     | Кропивянський фельдшерсько-акушерський пункт, фельдшер |